# Mélanie Pauli
Mélanie Pauli (ur. 5 maja 1980) – szwajcarska siatkarka grająca jako libero. Obecnie występuje w drużynie Volley Köniz.